# 阪神高速道路大阪泉北線
阪神高速道路大阪泉北線（はんしんこうそくどうろ おおさかせんぼくせん）は、大阪府の阪神高速道路で大阪市を南北に通る予定だった路線である。将来は阪神高速道路の他路線とネットワークし第2の環状線を形成する路線としても構想されていた。
JR西日本・阪和線の線路の高架化（連続立体交差化）と一体的な整備が計画され、1981年（昭和56年）7月に都市計画決定、1982年（昭和57年）5月に阪神高速道路公団に対し基本計画の指示が出され、1983年（昭和58年）5月に工事実施計画書が認可、翌6月に工事開始公告が出された。しかし、1995年（平成7年）1月に発生した阪神・淡路大震災での3号神戸線の高架橋倒壊で耐震性を不安視され、周辺住民の反対意見が高まったことから1998年度（平成10年度）に工事を休止して再検討を行い、地下化も含めた再検討が行われた結果事業の中止が決定され、2003年（平成18年）3月に工事廃止が許可され、公告された。その後構造を再検討した結果、3階建てとする計画を中止し、阪和線の高架化のみを進める形となった。
2003年（平成18年）3月12日に路線の建設計画自体が廃止（大阪府の都市計画上で廃止）され、建設予定地には大阪市の計画道路として、阿倍野区天王寺町南1丁目(国道25号)から住吉区山之内元町(大和川北岸線)までの緑道（大阪都市計画道路天王寺大和川線）が都市計画決定され、平成16年度から40年度（令和10年度）までの予定で事業が進められている。
既に着工されていた高速道路で建設が中止されたのは全国でもこの路線が初めてである。
なおJR阪和線の高架については、2006年5月21日に完成した。

## 計画されていた出入口など
※ 名称はいずれも仮称
- 大和川第二JCT  （6号大和川線）
- 天王寺東ランプ